# Paulina Falls Trail
Le Paulina Falls Trail est un sentier de randonnée américain situé dans le comté de Deschutes, en Oregon. Protégé au sein du Newberry National Volcanic Monument, ce court itinéraire permet d'atteindre les chutes Paulina.